# منطقه کلان‌شهری آلمان مرکزی
منطقه کلان‌شهری آلمان مرکزی (به آلمانی: Metropolregion Mitteldeutschland) یکی از منطقه های کلان‌شهری رسمی در آلمان است.  این منطقه بخشی از ایالت های زاکسن، زاکسن-آنهالت و تورینگن را شامل می شود. جمعیت این ناحیه در سال ۲۰۰۸، برابر با ۲٬۴۰۰٬۰۰۰ تن بوده است.